# Хрестові походи очима арабів
«Хрестові походи очима арабів» (фр. «Les Croisades vues par les Arabes») — історичний нарис ліванського письменника Аміна Маалуфа, що був написаний французькою мовою.

## Зміст
Як випливає з назви, книга є наративним переказом першоджерел, взятих з різних арабських хронік, що має на меті надати арабський погляд на хрестові походи, і особливо на хрестоносців, яких вважали жорстокими, дикими, неосвіченими й культурно відсталими.
Від першого вторгнення в XI столітті до загального краху хрестових походів у тринадцятому столітті, книга будує наратив, який є протилежним тому, що поширений у західному світі, описуючи основні факти як войовничі та показуючи ситуації в химерному історичному оточенні, де західні християни розглядаються як «варвари» і не знають найелементарніших правил честі, гідності та суспільної етики.